# Frankfort, Ohio
Frankfort là một làng thuộc quận Ross, tiểu bang Ohio, Hoa Kỳ. Năm 2010, dân số của làng này là 1064 người.

## Dân số
- Dân số năm 2000: 1011 người.
- Dân số năm 2010: 1064 người.